# Catedral Santuario de Nuestra Señora de Guadalupe (Parral)
La Catedral de Parral, oficialmente Catedral Santuario de Nuestra Señora de Guadalupe es santuario católico elevado al rango de catedral, siendo la sede de la Diócesis de Parral. Se ubica en la ciudad de Hidalgo del Parral, en el estado de Chihuahua.

## Historia
Anteriormente estaba levantada una capilla que su construcción data de 1610 dedicada a la Inmaculada Concepción, en 1680 el recinto fue adquirida y amplifican su espacio y la dedican a la Virgen de Guadalupe.
Fue hasta 1902 cuando Pedro Alvarado Torres construye otro recinto que es consagrado como santuario, pero durante una inundación en 1944 la estructura del edificio se remojo y se tuvo que demoler en 1959.
En el mismo año se empezó la construcción de otro santuario bajo la supervisión del padre Agustín Pelayo Brambila, la construcción se termino en 1959 y fue consagrado el 12 de diciembre del mismo año.
El 4 de noviembre de 1992 el santuario fue consagrado a catedral por el obispo José Andrés Corral Arredondo a causa  de que el papa Juan Pablo II mediante la bula Qui de Ecclesiis erigió la Diócesis de Parral, siendo el santuario sede de la diócesis.

## Diseño

### Exterior
Tiene una arquitectura románica con dos torres de 50 metros de altura, en su fachada contiene un vitral circular, en la parte superior una aparición de la Virgen de Guadalupe al indígena San Juan Diego, el cual esta arrodillado ante la virgen.

### Interior
El interior contiene tres naves hechas de arcos, pilares y columnas hechas de tepetate y mármol de carrara color café, en las naves laterales se encuentran esculturas y vitrales de santos acompañado con una representación del vía crucis, en la nave central se encuentra el altar, detrás de el esta un mosaico italiano donde esta la imagen de la Virgen de Guadalupe, debajo se encuentran San Juan Diego y Fray Juan de Zumárraga, los cuales están arrodillados.